# Gabriel Zubeir Wako
Gabriel Zubeir Wako, sudanski rimskokatoliški duhovnik, škof in kardinal, * 27. februar 1941, Mboro.

## Življenjepis
21. julija 1963 je prejel duhovniško posvečenje.
12. decembra 1974 je bil imenovan za škofa Waua; škofovsko posvečenje je prejel 6. aprila 1975.
30. oktobra 1979 je postal sonadškof Kartuma; nasledil je 10. oktobra 1981.
21. oktobra 2003 je bil povzdignjen v kardinala in imenovan za kardinal-duhovnika S. Atanasio a Via Tiburtina.